# Јелена Љутић
Јелена Љутић једна је од главних ликова из српске ТВ серије Стижу долари. Одиграла је кључну улогу на крају серије, када је манипулисањем тајкуна успела да у породицу Љутић донесе милион евра и тако поврати изгубљену слогу, срећу и мир. Лик је осмислио Синиша Павић, а тумачила ју је Бранка Пујић.
Публика је памти по препознатљивој реплици: „Мислим, стварно...” коју је изговарала када год би се изнервирала, али и по вежбама за уста које је радила због операције затезања лица. Појавила се у 31 епизоди и потписана је међу 5 главних ликова серије.
Јелена је удата за Предрага „Пешу” Љутића, кога у серији тумачи Драган Јовановић, супруг Бранке Пујић у стварном животу.

## О лику
Јелена је рођена око 1965. године. По занимању је зубар. Крајем 1980-их удала се за Предрага „Пешу” Љутића, доктора економије, с ким је касније добила сина Небојшу (Милош Биковић). Из једне свађе са Пешом, сазнаје се да им је било веома тешко првих година брака и да их је он издржавао са приправничком платом, док је она стажирала.
Мало се зна о Јеленином животу пре брака са Пешом. Познато је да је остала без оба родитеља пре 2004. и да има једну сестру Зору. Има тетку и течу, од ког је често позајмљивала ауто, да би на крају у њему имала саобраћајну незгоду у којој је прошла неповређена. Из разговора са Небојшом сазнаје се да је у мираз донела викендицу на Букуљи, па се може претпоставити да је пореклом из околине Аранђеловца.
У серији се наводи да има веома висок коефицијент интелигенције, због чега је на крају успела да надмудри групу тајкуна. С друге стране, веома је причљива, па се Пеша неколико пута нашалио да се одморио од њене приче само док је била под завојима, након операције.

### Горчилов долазак
У првој епизоди серије Јелена је на операцији затезања лица. Операција пролази успешно, али до опоравка треба да носи завоје, због којих не може да говори, тако да у првих неколико епизода нема истакнуту улогу. Пеша добија видео-касету са поруком од свог ујака из Америке, Горчила Вељковића (Александар Берчек) у којој он говори да ће се „вратити у Србију да умре и остави неком од својих сестрића силне доларе које је стекао”, али Пеша и Јелена, одгледају поруку до краја тек неколико дана касније. У међувремену, ујака су у својој кући (у чијем склопу је и кафана) већ угостили Пешин млађи брат Ненад Љутић (Миленко Заблаћански) и његова супруга Живана (Нела Михаиловић).
Јелена шаље Пешу код Ненада, да извуче свој део наследства, а она му се прикључује чим скине завоје. После вишедневне деобе, упркос Живанином противљењу, Неша прихвата Пешин предлог и од 22 милиона, колико се мислило да Горчило има, Пеши припада 9, исто толико и Неши, а преостала 3 њиховом оцу Александру.
Задовољни поделом, Јелена и Пеша се враћају кући, где их ускоро посећује Пешин шеф Живорад Живановић (Ненад Јездић) који му нуди место генералног директора фирме, уколико им се он заузврат неће мешати у аукцију. Пеша одбија понуду и говори да ће лицитирати и 10 милиона само да им поремети планове. Забринута да ће Пеша све упропастити и бацити новац на пропалу фирму, Јелена одлучује да преузме ствари у своје руке и она наставља преговоре са Живановићем уместо Пеше.

### Преговори са тајкунима
Када је Маја (Нешина и Жицина ћерка) сазнала да Горчило из Америке није донео доларе него дугове и када сви Љутићи схвате да су се узалудно радовали, Јелена одлучује да крене у акцију и спасе оно што се спасти може. На послом ручку, Живановић (који и даље мисли да Љутићи имају милионе) нуди Јелени 500 000 € да убеди свог супруга да одустане од аукције. Међутим, Јелена га слаже да се разводи од Пеше, те да је сума коју јој је понудио премала, пошто тражи од ње да се врати човеку кога не воли и да живи у браку без љубави. Сходно томе, Јелена је од Живановића тражила целих милион евра, на шта се он шокирао.
Убрзо, Јелена се уплашила да је претерала и да због своје бахатости неће добити ништа, па је назвала Пешу, али је уместо на подршку наишла на осуђивање љубоморног мужа. Када су се тајкуни прерачунали, схватили су да ће и уз Јеленин милион бити на добитку, па су прихватили њену понуду. Без подршке супруга, Јелена остаје сама са четворицом тајкуна у стану, па је примопредаја новца извршена у напетој атмосфери. Уплашена да ће се тајкуни вратити да јој узму новац након аукције, Јелена, по наговору сина Небојше, препакује новац из кофера у јастук и одлази са новцем и Небојшом да се сретне са Пешом, који је већ данима код Неше.

### Милион евра, срећан крај
Сплетом несрећних околности јастук са парама завршава у рукама другог тајкуна, Гуштера (Данило Лазовић) коме Неша дугује огроман новац. Он наплаћује свој дуг и оставља преостали новац у коферу. Јелену ускоро позива Живановић, који је обавештава да се Пеша ипак појавио на аукцији и прети јој да ће убити и њега и њу и Небојшу, уколико га не отера одатле. Она ипак успева да наговори Пешу да напусти аукцију и сместа се врати у Нешину кафану, али у међувремену Неша и Живана узимају кофер са парама.
Неша и Живана желе да се и овај новац подели по оригиналној деоби, која је била предвиђена за Горчилове милионе, само рецитирано 22 пута. Иако су се у почетку противили и образлагали да тај новац није Пешин него Јеленин, на крају су се и Пеша и Јелена сложили да је тако најправедније. Од 1 000 000 €, Пеши и Јелени је припало 410 000 €.
Након поделе и одвајања новца за све дугове и рачуне, Неша и Живана су поново остали без новца, а ћерка Маја им је била пред удајом. Јелена, Пеша и Александар одлучили су да им поново изађу у сусрет и поклоне Маји и њеном будућем супругу Данилу, 150 000 €. Тиме су се окончале све несугласице у породици Љутић.
На крају серије Јелена је приказана како се уз музику весели заједно са Живаном, Пешом и Нешом на Мајиној веридби, док нови пријатељи коментаришу како су „пуни као брод”.